# Rafaila
Rafaila é uma comuna romena localizada no distrito de Vaslui, na região de Moldávia. A comuna possui uma área de 27.28 km² e sua população era de 1974 habitantes segundo o censo de 2007.